# Lee Cronbach
Lee Joseph Cronbach, né le 22 avril 1916 à Fresno en Californie et mort le 1er octobre 2001 à Palo Alto, est un psychologue américain connu pour ses travaux de psychométrie et notamment pour la mesure de fidélité qui porte son nom : le coefficient alpha de Cronbach.

## Biographie
Cronbach obtient un baccalauréat du Fresno State College, puis une maîtrise de l’université de Californie à Berkeley. Après l’obtention d’un doctorat de psychologie de l’éducation de l’université de Chicago en 1940, il est pour un temps instituteur à Fresno. Il est ensuite à l’emploi de diverses universités : State College of Washington, l’université de Chicago, puis l’université de l’Illinois. Il terminera sa carrière à l’université Stanford où il est professeur à partir de 1964.
Cronbach a été président de l’Association américaine de psychologie en 1957 et de la American Educational Research Association en 1964-1965.

## Travaux psychométriques
Cronbach est surtout connu pour ses travaux sur la fidélité, et en particulier pour le coefficient alpha, une estimation de la fidélité des tests psychologiques qui connaîtra une immense popularité par la suite. Cronbach est également à l’origine d’un modèle statistique permettant d’identifier et de quantifier les sources d’erreur de mesure : la théorie de la généralisabilité.

## Publications notables
- (en) L. J. Cronbach, « Coefficient alpha and the internal structure of tests », dans Psychometrika, vol. 16, 1951, p. 297-334.
- (en) L. J. Cronbach et P. E. Meehl, « Construct validity in psychological tests », dans Psychological Bulletin, vol. 52, 1955, p. 281-302.
- (en) L. J. Cronbach, « The two disciplines of scientific psychology », dans American Psychologist, vol. 12, 1957, p. 671-684.
- (en) L. J. Cronbach et al., The dependability of behavioral measurements: Theory of generalizability for scores and profiles, Wiley, New York, 1972.

## Sources
- (en) H. Kupermintz, « Lee J. Cronbach's contributions to educational psychology », dans B. J. Zimmerman et D. H. Schunk (dir.) : Educational Psychology: A Century of Contributions (p. 289-302), Erlbaum, Mahwah (NJ), 2003.
- (en) Lee Cronbach, pioneer in education psychology, dead at 85, Stanford Report, October 10, 2001.
- (en) Biographical memoirs of Lee J. Cronbach, Proceedings of the American Philosophical Society vol. 147, no. 4, Décembre 2003.